# Cantó de Braine
El cantó de Braine és un cantó francès del departament de l'Aisne, situat al districte de Soissons. Té 41 municipis i el cap és Braine.

## Municipis
- Acy
- Augy
- Bazoches-sur-Vesles
- Blanzy-lès-Fismes
- Braine
- Brenelle
- Bruys
- Cerseuil
- Chassemy
- Chéry-Chartreuve
- Ciry-Salsogne
- Courcelles-sur-Vesle
- Couvrelles
- Cys-la-Commune
- Dhuizel
- Glennes
- Jouaignes
- Lesges
- Lhuys
- Limé
- Longueval-Barbonval
- Merval
- Mont-Notre-Dame
- Mont-Saint-Martin
- Paars
- Perles
- Presles-et-Boves
- Quincy-sous-le-Mont
- Révillon
- Saint-Mard
- Saint-Thibaut
- Serches
- Sermoise
- Serval
- Tannières
- Vasseny
- Vauxcéré
- Vauxtin
- Viel-Arcy
- Villers-en-Prayères
- Ville-Savoye

## Història
| Data d'elecció                           | Identitat              | Partit                                             | Qualitat |
| ---------------------------------------- | ---------------------- | -------------------------------------------------- | -------- |
| 1945-1951                                | Fernand Schoenenberger | SFIO                                               |          |
| 1951-1958                                | Gaston Costeaux        | SFIO                                               |          |
| 1958-2004                                | Jacques Pelletier      | Divers droite, després CD, després MDR, després PR |          |
| 2004-                                    | Ernest Templier        | Divers droite, després PR                          |          |
| les dades anteriors no són pas conegudes |                        |                                                    |          |
|                                          |                        |                                                    |          |

## Demografia
| A partir de 1990: Població sense dobles comptes |